# Сан Пиер д'Изонцо
Сан Пиѐр д'Изо̀нцо (на италиански: San Pier d'Isonzo; на фриулски: San Pieri dal Teritori, Сан Пиери дал Територи) е село и община в Северна Италия, провинция Гориция, автономен регион Фриули-Венеция Джулия. Разположено е на 18 m надморска височина. Населението на общината е 2017 души (към 2010 г.).